# طالب شیرازی
طالب شیرازی از شعرای فارسی سرای گرجی ایران در دورهٔ قاجاریان و هم عصر ناصرالدین شاه قاجار بوده‌است.
وی در شیراز می‌زیسته و حاکم آن شهر میرزا فتح علی صاحب دیوان آصف ثانی را بسیار مدح گفته‌است. طالب اطلاعات فراوانی در زمینهٔ تاریخ داشته و در اشعار خود از آنها همراه با فنون شعری فراوان بهره برده‌است. اجداد وی در شیراز سر و سامانی داشته‌اند، اما به گفتهٔ خودش او در تنگدستی روزگار می گذرانیده است. چنان‌که می‌گوید:
| تهی دستم بلی اما به این دستی که من دارم |  | نمی‌گویم کسی را مدح جز اشخاص روحانی        |
| شعار من نباشد شعر و میدانی که اجدادم    |  | در این شیراز ویران شان سری می‌بود و سامانی |
| چه شد آن مال‌ها از کف فتادم من بمداحی    |  | نه هر کس را شوم مادح اگر میرم ز بی نانی   |

همچنین وی ۳۵ بیت در تاریخ آیینه نمودن ایوان و رواق شاهچراغ در زمان ناصر الدین شاه و حکومت جلال الدوله در فارس سروده‌است. (سال ۱۳۰۴ هجری).

## اشعار
از اشعار اوست:
| مژده‌ای دل که دگر بار جهان گشت جوان |  | آمد از جانب نوروز ز نو خط امان          |
| فصل دی رفت و عیان گشت مه فروردین   |  | تیرگی شد ز میان نور بگردید عیان         |
| شه خاور بشد از حوت ابر کاخ حمل     |  | مقدمش باد مبارک به همه پیر و جوان       |
| تاخت آورد ابر لشکر دی، لشکر دی     |  | همچنان لشکر گودرز بجیش پیران            |
| دید از صاحب اورنگ حمل قیصری        |  | و آنچه از بیژن بن گیو بدیدی هومان       |
| شکرالله که نمردیم و بدیدیم که شد   |  | سپید ظلم دی از سطوت نوروز نهان          |
| وقت شادی شد و ایام کدورت بگذشت     |  | بخت رو کرد و ز جا خیز و تو در خانه بمان |

(این قصیده ۴۹ بیت می‌باشد)

| میرزا فتح علی شاه که ورا هست لقب        |  | از شهنشاه فلک مرتبه صاحب دیوان |
| چه ظاهر گشت ای یاران به عالم عید سلطانی |  | برای تهنیت رفتم ببزم آصف ثانی  |

| عید نوروز است و در عالم عجب غوغاستی    |  | هر کجا بینم درفش‌های و هوی برپاستی  |
| فروردین دنبال دی بین با سپاهی همچو مور |  | کرد جنبش گویی اسکندر در پی داراستی |

(این قصیده ۳۸ بیت می‌باشد)